# Sazanami
Il Sazanami (漣? lett. "Increspatura sollevata dalla brezza") è stato un cacciatorpediniere della Marina imperiale giapponese, ventesima e ultima unità appartenente alla classe Fubuki. Fu varato nel giugno 1931 dal cantiere di Maizuru.
Appartenente alla 7ª Divisione, nei primi mesi di guerra partecipò a varie operazioni durante la campagna delle Indie orientali olandesi e combatté nella battaglia del Mare di Giava (27 febbraio 1942); distaccato poi presso la 6ª Divisione incrociatori, fu presente alla battaglia del Mar dei Coralli (4-8 maggio) e salvò alcuni superstiti della portaerei Shoho. Il mese successivo scortò con i gemelli il gruppo aeronavale della 5ª Flotta nella battaglia delle Midway, quindi dalla fine di agosto partecipò a svariate missioni del Tokyo Express impegnato nella campagna di Guadalcanal. Per tutto il 1943, invece, fu intensivamente occupato nella difesa di portaerei di scorta e naviglio da guerra che facevano la spola tra Yokosuka, Kure, la base aeronavale di Truk, Rabaul e altre posizioni dell'Impero giapponese; nel corso dell'anno fu anche modificato e aggiunse numerosi cannoni contraerei. Il 14 gennaio 1944, mentre era in viaggio per incontrare un convoglio in alto mare, fu silurato da un sommergibile statunitense. Annientato dall'esplosione, sprofondò subito con circa due terzi dell'equipaggio.

## Servizio operativo

### Costruzione
Il cacciatorpediniere Sazanami fu ordinato nell'anno fiscale edito dal governo giapponese nel 1927. La sua chiglia fu impostata nel cantiere navale di Maizuru il 21 febbraio 1930 e il varo avvenne il 6 giugno 1931; fu completato il 19 maggio 1932. La nave formò con l'Akebono e l'Ushio la 7ª Divisione, assegnata direttamente alla scorta della 1ª Divisione portaerei (Akagi, Kaga) che, a partire dall'aprile 1941, andò a formare la 1ª Flotta aerea.

### 1941-1942
Tra 1940 e 1941 il Sazanami passò al comando del capitano di corvetta Hiroshi Uwai. Il 28 novembre 1941 lasciò Tateyama assieme al gemello Ushio e a una petroliera e, il mattino del 7 dicembre, bombardò per circa un'ora le installazioni statunitensi sull'atollo di Midway, tornando senza danni a Saeki (vicino a Kure) il 21. La 7ª Divisione si assemblò dunque nella rada di Hashirajima e il 12 gennaio 1942, assieme ai cacciatorpediniere Ariake e Yugure, effettuò il viaggio di scorta alle portaerei Hiryu e Soryu che si spostarono alle isole Palau il 17 gennaio. Tra il 21 e il 28 tutti i cacciatorpediniere – meno l'Akebono – uscirono in mare per proteggere le portaerei che lanciarono alcuni raid contro l'isola di Ambon, quindi il Sazanami si riunì alle unità sorelle a Davao (Filippine) e, dal 29 gennaio al 25 febbraio, fu in mare come scorta ravvicinata agli incrociatori pesanti Haguro e Nachi, a loro volta incaricati di proteggere a distanza gli assalti anfibi su Ambon, Makassar, Timor. Il 25 febbraio il Sazanami fu aggregato alla scorta del convoglio orientale per l'invasione dell'isola di Giava e due giorni dopo combatté nella battaglia del Mare di Giava senza piazzare o ricevere colpi. Il 2 marzo collaborò con l'Ushio nella caccia al sommergibile USS Perch, riuscendo a danneggiarlo con una bomba di profondità. Il 12 il Sazanami e il resto della divisione presero in consegna un gruppo di convogli che da Bali fece tappa al Golfo di Lingayen e all'Isola di Formosa prima di giungere a Yokosuka il 25: dal giorno seguente e sino al 17 aprile il Sazanami rimase in revisione, venendo anche posto in bacino di carenaggio; il 24, tornato in servizio, salpò di scorta alla portaerei leggera Shoho che il 29 si fermò alla base aeronavale di Truk. Fu aggregato alla 6ª Divisione incrociatori (Aoba, Kako, Furutaka, Kinugasa) e con essa partecipò alla battaglia del Mar dei Coralli (4-8 maggio), durante la quale la portaerei fu affondata da una numerosa ondata di velivoli imbarcati statunitensi. Il Sazanami raccolse 255 superstiti e fu distaccato verso Saipan, dove sostò il 14 e il 15 maggio prima di navigare a tutta forza per Yokosuka, raggiunta il 18. Poco dopo la 7ª Divisione fu distaccata provvisoriamente e passata alla 5ª Flotta e, nella fase d'apertura della battaglia delle Midway (4-6 giugno), rimase di guardia alle due portaerei leggere Ryujo e Junyo che condussero alcuni raid contro le installazioni di Dutch Harbor. Il Sazanami rientrò in Giappone a Ominato, poi il 28 salpò al seguito di una squadra nipponica che, incrociando per due settimane nelle acque a sud-ovest delle isole Aleutine, avrebbe dovuto ostacolare eventuali controffensive statunitensi volte a recuperare Attu e Kiska. Il 14 luglio la divisione fu trasferita alle dirette dipendenze del quartier generale della Flotta Combinata e il 20 il Sazanami, che si era portato a Yokosuka, passò al comando del capitano di corvetta Akiji Suga. Il 29, assieme allo Ushio, partì per vigilare la portaerei di scorta Unyo, la quale fece tappa a Saipan e all'atollo di Ulithi prima di tornare a Yokosuka il 14 agosto.
Il 17 agosto il Sazanami e il resto della divisione lasciarono Kure, dove si erano spostati, e vigilarono sul trasferimento della nave da battaglia Yamato e della portaerei di scorta Taiyo verso Truk, dove il gruppo si fermò il 29 (meno lo Akebono e la portaerei, dirottati alle isole Marshall). Il 9 settembre il Sazanami salpò alla volta delle isole Shortland seguito dallo Ushio: il 12 le due unità effettuarono una riuscita missione di trasporto a Guadalcanal, trainando chiatte cariche di munizioni e cibo; il giorno seguente il Sazanami, lo Ushio, il Fubuki e il Suzukaze effettuarono un bombardamento di Henderson Field, in appoggio all'offensiva Kawaguchi e allo scopo di intercettare navi nemiche, che però non furono individuate. Il 17 il Sazanami e lo Amagiri scaricarono nel villaggio di Kamimbo medicinali e cibo e, tre giorni dopo, il Sazanami seguì i cacciatorpediniere Ushio, Shikinami e Yudachi in una importante missione di rifornimento munizioni, caricate su chiatte al traino dalla nave appoggio idrovolanti Nisshin. A fine settembre il Sazanami lasciò le Shortland, rientrò il 29 a Truk e il 4 ottobre si affiancò al Tokitsukaze nella scorta alla Taiyo, rimasta danneggiata: essa arrivò a Kure il 14. Il Sazanami fu dunque sottoposto a revisione dapprima a Yokosuka e poi nel cantiere di Uraga vicino a Tokyo per il resto del mese, prima di tornare a Yokosuka. Il 1º novembre si unì al cacciatorpediniere Hibiki per formare la scorta alla Taiyo, di nuovo efficiente, che effettuò due viaggi di andata e ritorno a Truk; la terza traversata fu prolungata sino a Kavieng (toccata il 24 dicembre) e si concluse il 31 senza incidenti a Yokosuka, dove il Sazanami fu nuovamente trainato in bacino e revisionato. I lavori compresero anche l'aggiunta, davanti alla plancia, di un affusto binato di mitragliatrici Type 93 da 13,2 mm.

### 1943
Il raddobbo fu completato il 31 gennaio 1943 e il giorno successivo il Sazanami, il resto della divisione e l'Hibiki furono assegnati alla difesa delle due portaerei Taiyo e Unyo, che completarono due viaggi da Yokosuka a Truk con ritorno tra il 1º febbraio e il 12 marzo. Il 4 aprile il Sazanami, con i cacciatorpediniere Hibiki, Oyashio, Kuroshio, difesero le portaerei Taiyo e Chuyo e l'incrociatore pesante Chokai nel loro trasferimento a Truk, raggiunta il 10; sei giorni dopo le portaerei seguirono la rotta inversa, seguite dal Sazanami, dall'Hibiki, dallo Shigure e dall'Ariake. Una volta in patria, il Sazanami rimase dal 23 aprile al 12 giugno ancorato a Kure per approfondite ispezioni e riparazioni; si spostò dunque a Yokosuka e da qui salpò il 16 alla volta di Saipan. Il 24 si unì comunque al cacciatorpediniere Uzuki nella difesa del posamine Shinyo Maru, che stava rimorchiando a Nagasaki il cacciatorpediniere Akizuki vittima di un cedimento strutturale della prua. Ginto a destinazione a inizio luglio, il Sazanami continuò fino a Yokosuka, che lasciò il 23 assieme al Maikaze per accompagnare la Taiyo a Truk; nella rada prese in carico un convoglio recante a bordo truppe lo protesse nel viaggio verso Rabaul (2-5 agosto), base ove divenne nave ammiraglia del contrammiraglio Matsuji Ijūin, comandante della 3ª Squadriglia operante con l'8ª Flotta. Nei giorni seguenti, dopo lo sbarco imprevisto di forze statunitensi sulla quasi indifesa isola di Vella Lavella, il comando della flotta organizzò una missione di rifornimento: il Sazanami e i cacciatorpediniere Shigure, Isokaze, Hamakaze salparono la mattina del 17 agosto per difendere un gruppo di chiatte con a bordo 400 uomini, che fu localizzato nel pomeriggio da un aeroplano statunitense; sopraggiunta la notte, il Sazanami e i gregari impegnarono battaglia contro quattro cacciatorpediniere statunitensi; in realtà il combattimento, avvenuto in un periodo di novilunio, colse di sorpresa i giapponesi e si risolse in uno scambio disordinato di cannonate e siluri, anche perché le unità americane agirono con una certa prudenza. Dopo mezz'ora, visto che il convoglio era ormai lontano dal luogo dello scontro, l'illeso Sazanami guidò la ritirata dei gregari del pari intatti verso Rabaul.
Il 26 agosto il Sazanami seguì l'incrociatore leggero Sendai e con esso coprì l'evacuazione del personale della base di Rekata, sulla costa orientale dell'isola di Santa Isabel, che fu portato a Rabaul; il 28 ne caricò una parte e la trasferì alle Shortland. Tornò dunque rapidamente a Rabaul e, tra il 29 agosto e il 1º settembre, trasportò un gruppo di piloti e meccanici appartenenti alla 2ª Divisione portaerei a Truk, da dove proseguì il 6 con il gemello Akebono di scorta alla Unyo che, l'11, raggiunse Yokosuka. Il Sazanami, molto probabilmente, fu dotato di due lanciabombe di profondità Type 94 a poppa, incrementando a trentasei gli ordigni a bordo, e rimpiazzò le Type 93 davanti alla plancia con un'installazione doppia di cannoni Type 96 da 25 mm L/60. Il 4 ottobre il Sazanami affiancò lo Shimakaze nella difesa della Chuyo in rotta per Truk, dove rimase dal 15 al 20, quindi riaccompagnò da solo l'unità in Giappone. Dal 27 ottobre al 10 novembre fu coadiuvato dal gemello Ushio nella vigilanza alla Chuyo e alla Zuiho nel viaggio di andata e ritorno, poi la 7ª Divisione si riunì a Yokosuka e coprì la Chuyo, Unyo e Zuiho che si portarono alla rada atollina il 21 novembre. Il 30 iniziò il viaggio di ritorno, cui si aggregarono anche l'incrociatore pesante Maya e il cacciatorpediniere Urakaze; il 4 dicembre la Unyo colò a picco, vittima di un sommergibile, e il Sazanami recuperò trenta naufraghi che il giorno seguente depositò a Yokosuka. Il 12 il Sazanami, con l'Akebono, ripeté la missione di scorta alle due portaerei superstiti e dal 17 al 21 rimase fermo a Truk; il 22 i due cacciatorpediniere si spostarono a Rabaul: assieme ad altre nove unità similari caricarono in complesso 635 uomini, 380 tonnellate di rifornimenti e il 26 dicembre le recarono a Qavuvu, a est della penisola del Willaumez (Nuova Britannia). La missione fu ripetuta con successo il 30.

### 1944: l'affondamento
Il 1º gennaio 1944 la 7ª Divisione passò alle dipendenze della 1ª Squadriglia, 5ª Flotta operante nelle acque settentrionali dell'Impero giapponese. Il Sazanami, ormeggiato a Rabaul, avrebbe dovuto inoltre passare al comando del capitano di corvetta Masao Hashimoto poco dopo il 10, ma il 12 dovette salpare con l'Akebono per andare incontro a un convoglio di petroliere partito dalle isole Palau e proteggerlo nella tratta finale verso Truk. Il 14 gennaio, tuttavia, le due unità furono attaccate dal sommergibile USS Albacore quando si trovavano 300 miglia a sud-est dell'atollo Yap (5°15′N 141°15′E); due siluri esplosero sulla fiancata del Sazanami, che saltò in aria spezzandosi in due. Il relitto andò subito a fondo assieme al capitano Suga e altri 152 membri dell'equipaggio, mentre 89 superstiti furono tratti in salvo dall'Akebono.
Il Sazanami fu depennato dai registri della Marina imperiale il 10 marzo 1944.